# Oporinia tangens
Oporinia tangens là một loài bướm đêm trong họ Geometridae.